# 路易斯·史密斯

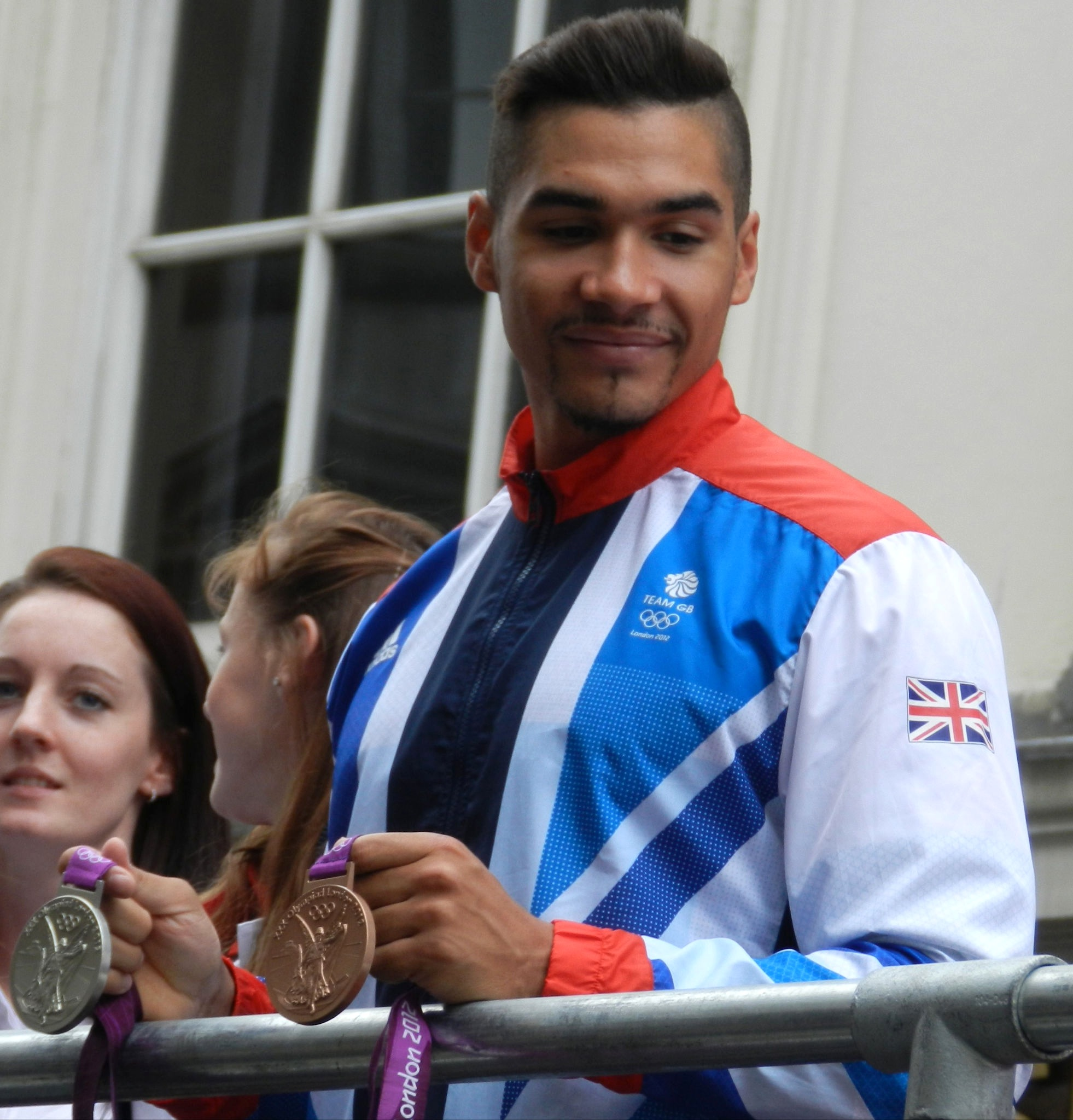

路易斯·史密斯（英語：Louis Smith；1989年4月22日—）是一位英國體操運動員，他的強項是鞍馬。在2008年北京奧運會上，他獲得鞍馬項目的銅牌。2012年倫敦奧運會和2016年里約熱內盧奧運會上他兩度獲得鞍馬銀牌。他也代表英國在2012年團體比賽上奪得銅牌。